# 前亭站
前亭站是一个京沪线上的铁路车站，位于江苏省徐州市铜山区柳泉乡，建于1910年，目前为二等站，邮政编码为221136。目前客运：办理旅客乘降；行李、包裹托运；货运：办理整车货物发到；不办理整车爆炸品及整车一级氧化剂发到。